# Max Matthiesen

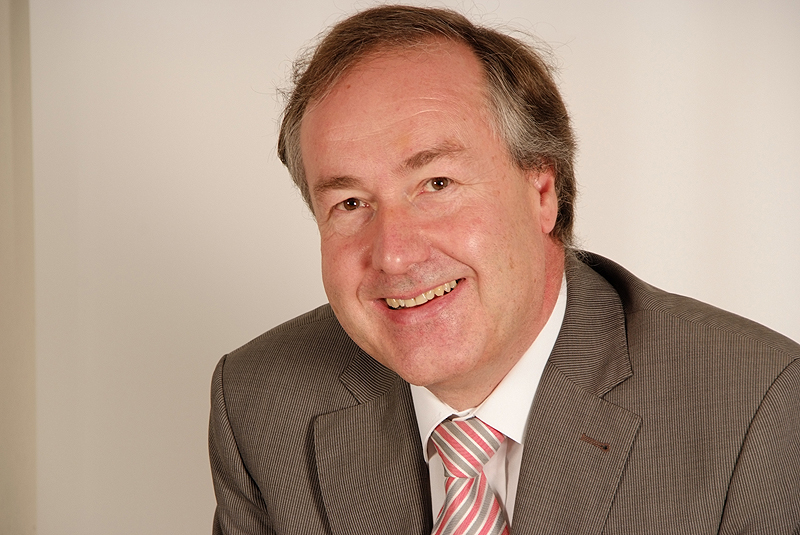
Max Matthiesen im November, 2009

Max Matthiesen (* 24. Juni 1955 in Hannover) ist ein deutscher Politiker (CDU) und Rechtsanwalt. Er war von 2003 bis 2017 Mitglied des Niedersächsischen Landtages.

## Leben
Matthiesen studierte 1975 bis 1981 Jura an den Universitäten in Zürich und Göttingen. Das Zweite Staatsexamen legte er 1984 in Düsseldorf ab. Danach arbeitete er eineinhalb Jahre lang als Rechtsanwalt in Düsseldorf und Hannover. 1986 wurde er mit einer energierechtlichen Arbeit an der Universität in Göttingen bei Harry Ebersbach promoviert, Zweitkorrektor war Hans Hugo Klein. Von 1986 bis 1988 war Matthiesen persönlicher Referent des Sozialministers Hermann Schnipkoweit, 1989 bis 1990 sein Ministerbüroleiter und war im Anschluss daran von 1990 bis 1992 Krankenversicherungsreferent im Niedersächsischen Sozialministerium. Im Anschluss war er bis 2002 Dezernent für Soziales, Ordnung, Gesundheit und Jugend des Landkreises Hannover, zugleich Ratsherr der Stadt Barsinghausen und von 2006 bis 2011 erster Stellvertretender Bürgermeister und seitdem Beigeordneter der Stadt Barsinghausen. Seit 2002 arbeitet er wieder als Rechtsanwalt. Von 1998 bis 2021 war er Landesvorsitzender der Christlich-Demokratischen Arbeitnehmerschaft (CDA) in Niedersachsen und zudem von 2011 bis 2022 stellvertretender CDA-Bundesvorsitzender.
Bekannt wurde Matthiesen durch seine Kandidatur für die CDU zur Wahl des Regionspräsidenten für die Region Hannover am 10. September 2006. Bei den Landtagswahlen 2003, 2008 und 2013 gewann er jeweils als Direktkandidat den Wahlkreis Barsinghausen (Barsinghausen, Gehrden, Seelze) und zog somit wieder in den Landtag ein. Bei der Landtagswahl 2017 unterlag er bei den Erststimmen mit 36 % zu 41,8 % der SPD Bewerberin Claudia Schüßler. Über die Landesliste konnte er ebenfalls nicht erneut in den Landtag einziehen.